# Theologus Autodidactus
Theologus Autodidactus ("El teólogo autodidacta") es una novela filosófica en árabe escrita por Ibn Nafis, originalmente titulada Tratado de Kāmil sobre la Biografía del Profeta (en árabe: الرسالة الكاملية في السيرة النبوية‎), y también conocido como Risālat Fādil ibn Nātiq («El Libro de Fādil ibn Nātiq»). Fue escrito en algún momento entre 1268 y 1277 y se considera uno de los primeros ejemplos de novelas árabes. La novela contiene elementos de ciencia ficción y es un ejemplo temprano de un cuento sobre transición a la adultez y una historia de una isla desierta. Fue en parte una respuesta a la novela filosófica Hayy ibn Yaqdhan («El filósofo autodidacta») del escritor andalusí Ibn Tufail.

## Trama
El protagonista de la historia es Kamil, un niño salvaje adolescente autodidacta que es generado espontáneamente en una cueva y vive recluido en una isla desierta. Eventualmente entra en contacto con el mundo exterior después de la llegada de náufragos que quedan varados en la isla, y luego lo llevan de regreso al mundo civilizado con ellos. La trama se desarrolla gradualmente hasta convertirse en una historia sobre la transición a la adultez y luego incorpora elementos de ciencia ficción cuando alcanza su clímax con un catastrófico apocalipsis del fin del mundo.

## Temas
Ibn Nafis usa la trama para expresar muchos de sus propios temas religiosos, filosóficos y científicos en una amplia variedad de temas, que incluyen biología, cosmología, empirismo, epistemología, experimentación, futurología, geología, escatología islámica, filosofía natural, filosofía de historia y sociología, filosofía de la religión, fisiología, psicología y teleología. Ibn Nafis fue así uno de los primeros pioneros de la novela filosófica. A través de la historia de Kamil, Ibn al-Nafis intentó establecer que la mente humana es capaz de deducir las verdades naturales, filosóficas y religiosas del universo a través del razonamiento y el pensamiento lógico. Las "verdades" presentadas en la historia incluyen la existencia necesaria de un dios, la vida y las enseñanzas de los profetas del Islam, y un análisis del pasado, presente y futuro, incluidos los orígenes de la especie humana y una predicción general del futuro sobre la base del historicismo y el determinismo histórico. Los dos capítulos finales de la historia se asemejan a una trama de ciencia ficción, donde el fin del mundo, el día del juicio final,  la resurrección y el más allá se predicen y se explican científicamente utilizando su propio conocimiento empírico de biología, astronomía, cosmología y geología. Uno de los propósitos principales detrás de Theologus Autodidactus era explicar las enseñanzas religiosas islámicas en términos de ciencia y filosofía mediante el uso de una narración ficticia, por lo tanto, este fue un intento de reconciliar la razón con la revelación y difuminar la línea entre ambas.
Ibn al-Nafis describió el libro como una defensa del «sistema del Islam y las doctrinas musulmanas sobre las misiones de los profetas, las leyes religiosas, la resurrección del cuerpo y la transitoriedad del mundo». Presenta argumentos racionales a favor de la resurrección corporal y la inmortalidad del alma humana, usando tanto razonamiento demostrativo como material del corpus de hadices para probar su caso.  La novela también incluye referencias a su nueva fisiología y sus teorías de circulación pulmonar y pulsación, que utiliza para justificar la resurrección corporal. Por lo tanto, algunos han argumentado que fueron sus intentos de probar la resurrección corporal lo que lo llevó a descubrir la circulación pulmonar. Los eruditos islámicos posteriores vieron este trabajo como una respuesta a la afirmación metafísica de Avicena de que la resurrección corporal no puede probarse a través de la razón, una visión que fue criticada anteriormente por al-Ghazali.
La trama de Theologus Autodidactus pretendía ser una respuesta a Ibn Tufail (Abubacer), quien escribió la primera novela árabe Hayy ibn Yaqdhan (Philosophus Autodidactus), que en sí misma era una respuesta a La incoherencia de los filósofos de al-Ghazali. Ibn Nafis escribió así la narración de Theologus Autodidactus como una refutación de los argumentos de Abubacer en Philosophus Autodidactus . Ambas narraciones tenían protagonistas (Hayy en Philosophus Autodidactus y Kamil en Theologus Autodidactus) que eran individuos autodidactas espontáneamente generados en una caverna y que vivían recluidos en una isla desierta, siendo ambos los primeros ejemplos de una historia de este tema literario. Sin embargo, mientras que Hayy vive solo con animales en una isla desierta durante el resto de la historia de Philosophus Autodidactus, en Theologus Autodidactus la historia de Kamil se extiende más allá del entorno de la isla desierta, convirtiéndose en una trama sobre la transición a la adultez y eventualmente convirtiéndose en el primer ejemplo de una novela de ciencia ficción. El propósito tras esta estructura cambiante de la historia en Theologus Autodidactus era refutar el argumento de Abubacer de que el autoaprendizaje puede conducir a las mismas verdades religiosas que la revelación, mientras que Ibn Nafis creía que las verdades religiosas solo pueden alcanzarse a través de la revelación, que se representa a través de las interacciones de Kamil con otros humanos.

## Pasajes biomédicos
Theologus Autodidactus también contiene algunos pasajes que son de importancia para disciplinas como la medicina, la fisiología y la biología, por ejemplo la siguiente declaración:

"Tanto el cuerpo como sus partes se encuentran en un continuo estado de disolución y nutrición, por lo que inevitablemente están sufriendo un cambio permanente."

El anterior se considera el primer ejemplo del concepto de metabolismo, que comprende tanto el catabolismo, en el que la materia viva se descompone en sustancias simples, como el anabolismo, en el cual los alimentos se convierten en materia viva.
En la obra también se critica la idea de que el vino sea utilizado como automedicación, algo sostenioa por los médicos de la antigua Grecia, así como algunos médicos musulmanes poco ortodoxos de su época, a pesar de la prohibición cultural islámica, aunque no coránica, del alcohol. La novela sostiene además que el consumo de alcohol, junto con la prevalencia de la homosexualidad entre una pequeña minoría de musulmanes en ese momento, fueron la causa de las invasiones mongolas a tierras islámicas como castigo divino.
La novela también contiene una referencia a la circulación pulmonar que Ibn al-Nafis había descrito previamente en su Comentario sobre anatomía en el Canon de Avicena, cual es brevemente descrita por el personaje Kamil al observar el corazón:

"[Su] ventrículo derecho está lleno de sangre y su ventrículo izquierdo está lleno de espíritu."

Otro pasaje hace referencia a la teoría del pulso de Ibn al-Nafis:

"Su ventrículo izquierdo se llena de espíritu, y este ventrículo se contrae, enviando así este espíritu a través de las arterias a los órganos. Luego se expande y este espíritu regresa a él".

Ibn al-Nafis hace uso de sus nuevos sistemas de anatomía, fisiología y psicología que había desarrollado en sus trabajos anteriores para defender sus puntos de vista sobre la resurrección corporal en Theologus Autodidactus. Esta pudo haber sido una de las razones que motivaron inicialmente su descubrimiento de la circulación pulmonar.